# Mega Ampere Spherical Tokamak
O experimento Mega Ampere Spherical Tokamak (MAST) foi um experimento de fusão nuclear. Ele testou um reator de fusão nuclear tokamak esférico. Funcionou de 2000 a 2013. Foi reconstruído para permitir maior desempenho - pulsos mais longos, maior potência de aquecimento e um campo magnético mais forte - e um novo sistema de exaustão de plasma. Uma instalação sucessora chamada "MAST Upgrade" começou a operar em 2020.

## Design
Um tokamak esférico tem a forma mais parecida com uma maçã com o centro removido do que o desenho toroidal convencional em forma de donut usado por experimentos como o ITER. Os tokamaks esféricos são mais eficientes no uso do campo magnético.

## Experimentos
O MAST confirmou o aumento da eficiência operacional dos tokamaks esféricos - demonstrando um alto beta (razão da pressão do plasma para a pressão do campo magnético confinante). O MAST realizou experimentos para controlar e mitigar instabilidades na borda do plasma - os chamados Modos Localizados de Borda ou ELMs. O MAST foi capaz de cortar em dez vezes a carga de calor residual nas paredes do reator. Se os resultados pudessem ser extrapolados para reatores de fusão funcionais, o material de exaustão e outros componentes não precisariam ser trocados regularmente - tornando esses reatores mais econômicos, permitindo que operem por mais tempo.